# Saint-Sulpice (Maine-et-Loire)
Saint-Sulpice korábbi község Franciaország Loire mente régiójában, Maine-et-Loire megyében. 2016. január 1-jén Blaison-Gohier községgel egyesült és Blaison-Saint-Sulpice új község része lett.
Lakosainak száma 198 fő (2018. január 1.). Saint-Sulpice La Daguenière és Saint-Saturnin-sur-Loire községekkel határos.

## Népesség
A település népessége az elmúlt években az alábbi módon változott:
| Lakosok száma | 160  | 150  | 162  | 170  | 180  | 182  | 178  | 189  | 194  | 198  |
|               | 1962 | 1968 | 1982 | 1990 | 1999 | 2008 | 2011 | 2013 | 2017 | 2018 |